# Комаром-Естергом
47°35′0″ пн. ш. 18°20′0″ сх. д. / 47.58333° пн. ш. 18.33333° сх. д.
Комаром-Естергом (угор. Komárom-Esztergom) — медьє на півночі Угорщини. Адміністративний центр — Татабанья.
На півночі Комаром-Естерґому проходить кордон Угорщини зі Словаччиною. Комаром-Естергом межує з медьє Феєр, Веспрем, Дєр-Мошон-Шопрон та Пешт.

## Історія
Комаром-Естергом утворилось після Першої світової війни в результаті об'єднання областей Комаром та Естергом. З часів Другої світової війни до 1990 року медьє називалось Комаром.

## Міста
- Татабанья
- Естергом
- Тата
- Комаром

## Райони
До складу медьє входить сім районів.
| Район               | Оригінальна назва    | Столиця   | Площа (км²) | Жителів | Муніципалітетів |
| ------------------- | -------------------- | --------- | ----------- | ------- | --------------- |
| Дорогський район    | Dorogi kistérség     | Дорог     |             | 40 369  | 15              |
| Кішберський район   | Kisbéri kistérség    | Кішбер    |             | 21 109  | 17              |
| Комаромський район  | Komáromi kistérség   | Комаром   |             | 41 231  | 9               |
| Оросланський район  | Oroszlányi kistérség | Орослань  |             | 27 479  | 6               |
| Татабанський район  | Tatabányai kistérség | Татабанья |             | 88 574  | 10              |
| Татаський район     | Tatai kistérség      | Тата      |             | 39 783  | 10              |
| Естерґомський район | Esztergomi kistérség | Естерґом  |             | 56 238  | 9               |